# Gonocerus
Gonocerus is een geslacht van wantsen uit de familie randwantsen (Coreidae). Het geslacht werd voor het eerst wetenschappelijk beschreven door Berthold in 1827.

## Soorten
Het genus bevat de volgende soorten:

- Gonocerus acuteangulatus (Goeze, 1778)
- Gonocerus acuteangulus (Goeze, 1837)
- Gonocerus insidiator (Fabricius, 1787)
- Gonocerus juniperi Herrich-Schäffer, 1839
- Gonocerus lictor Horváth, 1879
- Gonocerus longicornis Hsiao, 1964
- Gonocerus lux Van Reenen, 1981
- Gonocerus nigrovittatus Ren, 1984
- Gonocerus patellatus Kiritshenko, 1916
- Gonocerus shandongensis Zhang, 1989
- Gonocerus yunnanensis Hsiao, 1964